# La Féclaz
La Féclaz är en vintersportort i Savoie i Frankrike.
Här har bland annat världscupdeltävlingar i längdskidåkning avgjorts.

### Fotnoter
1. ↑  ”Kalender La Feclaz - Längdåkning”. Eurosport. 8 december 1988. Arkiverad från originalet den 22 februari 2014. https://web.archive.org/web/20140222192849/http://www.eurosport.se/langdakning/lafeclaz/1989/calendar-result_dsc737_gnd2.shtml. Läst 9 februari 2014.